# Nangwarry
Nangwarry – miasto w Australii, w stanie Australia Południowa.